# اوتو اشمیت
اوتو یولویچ اشمیت (روسی: Отто Юльевич Шмидт؛ ۳۰ سپتامبر [سبک قدیمی: ۱۸ سپتامبر] ۱۸۹۱ – ۷ سپتامبر ۱۹۵۶) دانشمند، ستاره‌شناس و ریاضی‌دان در زمینه نظریه گروه‌ها اهل روسیه بود.
وی برندهٔ جوایزی همچون قهرمان اتحاد شوروی و نشان لنین شده‌است.